# Concerts de la Pléiade
Pour les articles homonymes, voir Pléiade.
Les Concerts de la Pléiade sont des concerts créés à Paris en 1942 pendant l’occupation allemande sous l'égide de la N.R.F, et  organisés par la cinéaste  Denise Tual et  le musicologue André Schaeffner. (Ces concerts continueront jusqu'en 1947).

## La Pléiade 1943-1947
L'idée d'organiser les Concerts de la Pléiade apparut dès 1942, à l'instigation de Gaston Gallimard (de la N.R.F), sur une idée de la cinéaste Denise Tual qui les organisa avec le concours du musicologue André Schaeffner. Selon D. Tual, c'est Gallimard qui proposa de donner à cette entreprise de résistance artistique le nom de la prestigieuse collection créée par Jacques Schiffrin puis reprise par les éditions Gallimard en 1933. Le 5 novembre 1940, à la suite des Lois sur le statut des Juifs du régime de Vichy, Schiffrin fut licencié subitement par Gaston Gallimard.
Cette entreprise fut longtemps décrite comme un acte de résistance artistique.
D. Tual indique " que les Allemands venaient d'interdire aux orchestres et aux solistes de jouer des oeuvres inédites de musiciens français dans les salles de concerts" (ibid.) Cette affirmation est aujourd'hui démentie par les historiens : en 2002, Leslie Sprout, de Drew University (en), indiquait que "[t]outefois, ni la musique française contemporaine, ni le modernisme en général n'ont jamais été interdits en France. Paris servit de vitrine internationale au Troisième Reich, et que la poursuite d'une vie culturelle active et diversifiée fut un précieux moyen de propagande pour montrer à quoi pourrait ressembler une nouvelle Europe sous le régime nazi. Les responsables allemands espéraient qu'une attitude permissive à l'égard de la culture française encouragerait également la collaboration. À tout le moins, des activités artistiques diverses, même - ou surtout - si elles suscitaient la controverse, détourneraient l'attention de la population des difficultés de la guerre."
Les concerts sont dans un premier temps proposés sur invitation et organisés à la Galerie d'art Charpentier à Paris. Puis à partir de juin 1943, ils deviennent publics et sont produits  dans différentes salles de la capitale comme la salle Gaveau, la salle du Conservatoire, le Théâtre des Champs-Élysées.
Dans l'ouvrage de 2013, La musique à Paris sous l'Occupation, le chapitre  de Myriam Chimènes intitulé Les Concerts de la Pléiade - La musique au secours de la sociabilité, la musicologue indique que selon elle, les concerts de la Pléiade ne devraient ni être qualifiés de résistants ni de collaborationnistes. Elle rapporte que Gaston Gallimard, pour entretenir autour de sa maison une activité sans risque et de haut niveau, pendant les années noires, avait choisi la musique comme l’art le moins compromettant pour rassembler un public parisien. Si des musiciens participaient tantôt aux concerts de la Pléiade, tantôt aux concerts de Radio Paris, poste allemand, cela se faisait sans problème, sauf pour le cas  isolé de Maurice Hewitt qui se produisait à la fois à la Radio et aux Concerts de la Pléiade, tout en étant engagé dans la résistance avant d’être déporté.
Les programmes sont essentiellement composés de musique française, ancienne et moderne avec des œuvres de jeunes compositeurs français, peu ou pas connus et des œuvres pour certaines inédites (entre autres, Francis Poulenc, Chansons villageoises, le 28 juin 1943 ; le 4 avril 1944 : Jean-Jacques Grunenwald, Concert d’été et André Jolivet, Poèmes intimes - textes de Louis Émié chantés par Pierre Bernac). Parmi les autres compositeurs vivants figurèrent Henri Sauguet, Jean Françaix, Henri Dutilleux, Igor Stravinsky, Maurice Ravel, Georges Auric, Maurice Delage. Parmi les plus jeunes compositeurs, on peut citer Léo Preger (Ajaccio, 27-01-1907 - Ajaccio, 25-12-1965, lauréat du Prix Biarritz 1951), Ciry, Raymond Gallois-Montbrun ou Émile Damais. Darius Milhaud, dont les œuvres étaient interdites pendant la guerre, figura au programme dès le 21 avril 1945 ('Quatrains valaisans', sur des poèmes de Rainer Maria Rilke) et de nouveau le 7 décembre 1945. Le premier des rares compositeurs étrangers fut Benjamin Britten, le 23 novembre 1945.
Le concert du 10 mai 1943, au cours duquel Messiaen donne une première audition de  ses Visions de l'Amen avec le concours d’Yvonne Loriod, est probablement le plus important , ainsi que les Trois petites liturgies de la présence divine, .
Plus de 90 œuvres  sont ainsi créées .
Seize concerts sont organisés entre le 8 février 1943 et le 22 mai 1947. La série des concerts de la Pléiade s’achève avec la première création à Paris de Figure humaine, cantate pour double chœur mixte a cappella de Francis Poulenc, mettant en musique huit poèmes de Paul Eluard, notamment Liberté, extraits de Poésie et vérité (1942).
Parmi les artistes participant à ces concerts figurent notamment l'Orchestre Hewitt dirigé par Maurice Hewitt, puis l'Orchestre de la Société des concerts du Conservatoire sous la direction de Fernand Lamy (cofondateur des Jeunesses Musicales de France), André Cluytens, Charles Münch, Roger Désormière… Les chorales Émile Passani, puis Yvonne Gouverné firent de fréquentes apparitions. Parmi les chanteurs, on mentionnera encore Irène Joachim et Jacques Jansen (par ailleurs interprètes de l'enregistrement de Pelléas et Mélisande sous la baguette de Roger Désormière en avril-mai 1941).
En Belgique, Paul Collaer organisa les concerts de la « Société privée de musique de chambre » entre 1942 et 1944. Une initiative un peu comparable fut entreprise à Londres par Myra Hess, Hilda Bor (en) et la City Music Society (en).